# Liste von Einhornbrunnen
In dieser Liste sind Einhornbrunnen aufgeführt, also Brunnen im öffentlichen Raum, die das Einhorn zum Thema haben.

## Deutschland
| Bezeichnung                | Bild           | Standort                                                            | Bundesland      | Künstler                                             | Errichtung Einweihung | Weitere Informationen                               |
| -------------------------- | -------------- | ------------------------------------------------------------------- | --------------- | ---------------------------------------------------- | --------------------- | --------------------------------------------------- |
| Einhornbrunnen (Darmstadt) |                | Darmstadt, an der Kirchstraße vor der Alice-Eleonoren-Schule (Lage) | Hessen          | Hermann Geibel (Entwurf); Hans Scheibel (Ausführung) | 1956                  | Siehe Einhorn-Brunnen auf darmstadt-stadtlexikon.de |
| Bürgerbrunnen              | weitere Bilder | Herxheim bei Landau/Pfalz (Lage)                                    | Rheinland-Pfalz | Barbara Rumpf, Gernot Rumpf                          |                       |                                                     |
| Einhornbrunnen (Kempten)   | weitere Bilder | Kempten (Allgäu), St.-Mang-Platz (Lage)                             | Bayern          |                                                      |                       |                                                     |
| Einhornbrunnen (Memmingen) | weitere Bilder | Memmingen (Lage)                                                    | Bayern          | Helmut Ackermann                                     |                       |                                                     |
| Einhornbrunnen (Speyer)    | weitere Bilder | Speyer, Schulplätzel (Lage)                                         | Rheinland-Pfalz |                                                      |                       |                                                     |

## Weitere
| Bezeichnung                | Bild           | Standort                                                 | Staat      | Künstler         | Errichtung Einweihung | Weitere Informationen |
| -------------------------- | -------------- | -------------------------------------------------------- | ---------- | ---------------- | --------------------- | --------------------- |
| Einhornbrunnen (Dübendorf) | weitere Bilder | Dübendorf (Kanton Zürich), Lindenplatz (Lage)            | Schweiz    |                  |                       |                       |
| Einhornbrunnen (Luzern)    |                | Luzern (Kanton Luzern)                                   | Schweiz    |                  |                       |                       |
| Einhornbrunnen (Saverne)   | weitere Bilder | Saverne, (Département Bas-Rhin, Region Grand Est) (Lage) | Frankreich | André Friederich | 1837                  |                       |